# Кокс, Кристина
Кристина Кокс (англ. Christina Cox, род. 31 июля 1971) — канадская актриса.

## Жизнь и карьера
Кристина Кокс родилась в Торонто и обучалась в театральной школе университета Райерсон, одновременно также занимаясь танцами. В начале девяностых, Кокс начала свою карьеру с эпизодических ролей на канадском телевидении, прежде чем получила ведущую роль в сериале «Спецэффекты», которая принесла ей номинацию на премию «Джемини» в 1998 году.
В конце девяностых Кокс переехала в Лос-Анджелес, чтобы начать карьеру на американском телевидении, и с тех пор появилась в более пятидесяти сериалах и телефильмах. На большом экране она снялась в канадской драме «Лучше шоколада» (1999) и появилась в «Хроники Риддика» (2004). Кокс добилась большей известности благодаря главной роли в сериале канала Lifetime «Кровные узы», где снималась с 2007—2008 годах.

## Избранная фильмография

### Телевидение
- Рыцарь навсегда (4 эпизода, 1992—1995)
- Строго на юг (2 эпизода, 1994—1995)
- Спецэффекты (38 эпизодов, 1996—1998)
- Первая волна (1 эпизод, 1998)
- Звёздные врата: SG-1 (1 эпизод, 1998)
- Ворон: Лестница в небо (10 эпизодов, 1998—1999)
- Земля: Последний конфликт (3 эпизода, 1999—2000)
- За гранью возможного / The Outer Limits (сериал, 1995—2002)… 6 сезон, Deb Clement
- Детектив Раш (1 эпизод, 2003)
- Мутанты Икс (1 эпизод, 2003)
- Андромеда (1 эпизод, 2004)
- C.S.I.: Место преступления Майами (1 эпизод, 2004)
- Доктор Хаус / House (2005) — Аннетт Рейнс
- Кости (3 сезон 3 серия, 2007)
- Кровные узы (22 эпизода, 2007—2008)
- Звёздные врата: Атлантида (1 эпизод, 2008)
- Декстер / Dexter (2009) — офицер Зои Крюгер
- Притяжению вопреки (13 эпизодов, 2009)
- 24 часа (1 эпизод, 2010)
- Менталист (1 эпизод, 2010)
- Морская полиция: Спецотдел (1 эпизод, 2010)
- Военный госпиталь (2 эпизода, 2011)
- Касл (1 эпизод, 2013)
- Восприятие (1 эпизод, 2014)
- Элементарно (1 эпизод, 2016)
- Сумеречные охотники (9 эпизодов, 2016—2017)

### Фильмы
- Закон джунглей (1995)
- Донор (1995)
- Лучше шоколада (1999)
- Герой поневоле (2003)
- Хроники Риддика (2004)
- Элизиум — рай не на Земле (2013)
- Поставщик (2013)